# (39372) 2002 CS51
2002 سي أس 51 (ويعرف أيضًا باسم (39372) 2002 سي أس 51 وفق تسمية الكوكب الصغير) (بالإنجليزية: 2002 CS51)‏ هو كويكب ضمن حزام الكويكبات؛ وترتيبه 39372 من حيث الاكتشاف.
اكتُشف هذا الجُرم الفلكي بواسطة William Kwong Yu Yeung ‏ في 12 فبراير 2002.

## وصلات خارجية
- (39372) 2002 CS51 في قاعدة بيانات مختبر الدفع النفاث لأجرام النظام الشمسي الصغيرة

- الاكتشاف · مخطط المدار ·  العناصر المدارية · المعلمات المادية

- (39372) 2002 CS51 على موقع ويكي سكاي: DSS2, SDSS, GALEX, IRAS, Hydrogen α, X-Ray, Astrophoto, Sky Map, Articles and images